# تفجير فندق الجزيرة
استهدف هجوم انتحاري بسيارة محملة بالمتفجرات فندق الجزيرة في العاصمة الصومالية مقديشو في 26 يوليو 2015. وأسفر التفجير عن مقتل ما لا يقل عن 15 شخصًا. وأعلنت حركة الشباب مسؤوليتها عن الهجوم.

## التفجير
سبق تفجير فندق الجزيرة هجوم بسيارات مفخخة لحركة الشباب استهدف فندقي وهلي وسياد وملعبا رياضيا كانت تتواجد فيها قوات حفظ السلام في 10 يوليو 2015.
في 26 يوليو تعرض فندق الجزيرة الذي كان يخضع لحراسة مشددة لهجوم انتحاري أسفر عن مقتل ما لا يقل عن 15 شخصا رغم أنه كان يعتبر من الفنادق التي تتميز بكونها آمنة ووجهة للدبلوماسيين والمسؤولين الحكوميين رفيعي المستوى. واشتبهت السلطات الألمانية مواطنها عبد الرزاق بوه بالضلوع في التفجير حسب تقرير نشرته صحيفة دي فيلت. وأودى التفجير بحياة دبلوماسي صيني في حين أصيب دبلوماسي كيني، حسب تصريح وزير الخارجية الصومالي عبد السلام عمر هدليه فيما أشارت تقارير إلى مقتل صحفي يعمل لصالح تلفزيون يونيفرسل الصومالي في الهجوم.
و أيد الحزب الإسلامي التركستاني تفجير فندق الجزيرة الذي تبنته حركة الشباب.